# Dyspteris aequivirgata
Dyspteris aequivirgata là một loài bướm đêm trong họ Geometridae.